# اختلاس
اختلاس نوعی از خیانت در امانت است که از سوی کارمندان و کارکنان دستگاههای دولتی وعمومی مصرحه در قانون محقق می گردد.

## شرایط تحقق اختلاس
برای تحقق تمامی جرائم تجمیع عناصرقانونی، مادی و روانی (معنوی) جرم شرط لازم و ضروری است و بدون وجود هر یک از شرایط سه‌گانه مذکور جرم محقق نشده و مرتکب فاقد مسئولیت کیفری است.
عنصر مادی : احراز عنصر سپرده شدن به کارمند دولتی یا نهاد عمومی شرط لازم جهت انتساب این جرم به مرتکب است و با سلب این شرط موضوع از دایره اختلاس خارج خواهد شد.
عنصر معنوی : اگر مرتکب فاقد عدم آگاهی و عدم سوء نیت در انجام اقدامات مجرمانه مذکور باشد، فاقد مسئولیت جزائی خواهد بود.
اول، مرتکب باید از کارمندان و کارکنان موسسات دولتی یا وابسته به آن باشد. دوم، مرتکب باید در اموال دولت یا اموالی که متعلق به نهادها یا شرکتهای وابسته به دولت و یا اموال اشخاص است مرتکب خیانت گردد. سوم، اموال فوق باید بر حسب وظیفه به مأمور سپرده شده باشد. چهارم، بنا به نظرات برخی حقوقدانان اختلاس شامل اموال غیرمنقول نمی‌شود و منصرف به اموال منقول است. پنجم، مرتکب باید اموال مذکور را به نفع خود یا دیگری برداشت و تصاحب کند و ششم، مرتکب باید دربرداشت اموال و وجوه دولتی عامد باشد.
طی نظر مشورتی شماره 7/98/1947 مورخ 1399/02/31 و شماره 7/98/1322 مورخ 1398/11/08 اداره حقوقی قوه قضائیه نظر به لزوم رعایت اصل تفسیر مضیق قوانین کیفری اگر دولت در شرکتی صاحب درصدی از سهام یا سرمایه باشد ولی به لحاظ عدم رسیدن سهم دولت به نصاب قانونی مذکور در تعاریف مربوط به شرکت دولتی و وابسته به دولت ( کمتر از پنجاه درصد ) آن شرکت مشمول عناوین مذکور نگردد , استفاده غیرمجاز کارکنان آن از اموال چنین شرکتی مشمول ماده 598 قانون مجازات اسلامی 1375 ( تعزیرات ) یا مواد 3 و 5 قانون تشدید مجازات مرتکبین ارتشاء و اختلاس و کلاه‌برداری مصوب 1367 قرار نمیگیرد.
لذا شرکتی وابسته به دولت محسوب می شود که بیش از 50 درصد سهام آن مربوط به دولت و دارای ردیف بودجه باشد.

## اختلاس در قانون مجازات ایران
قانون تشدید مجازات مرتکبین ارتشاء اختلاس و کلاهبرداری مصوب ۱۳۶۷/۹/۱۵ مجمع تشخیص مصلحت نظام به این جرم به شرح زیر اشاره کرده‌است:
ماده ۵:هر یک از کارمندان ادارات و سازمانها یا شوراها یا شهرداریها و مؤسسات و شرکتهای دولتی یا وابسته به دولت یا نهادهای انقلابی و دیوان محاسبات و مؤسساتی که به کمک مستمر دولت اداره می‌شوند و دارندگان پایه قضایی و به‌طور کلی قوای سه‌گانه و همچنین نیروهای مسلح و مأموران به خدمات عمومی اعم از رسمی یا غیررسمی وجوه یا مطالبات یا حواله‌ها یا سهام یا اسناد و اوراق بهادار یا سایر اموال متعلق به هر یک از سازمانها و مؤسسات یادشده یا اشخاص را که بر حسب وظیفه به آنها سپرده شده‌است بنفع خود یا دیگری برداشت و تصاحب نماید مختلس محسوب و به ترتیب زیر مجازات خواهد شد. در صورتیکه میزان اختلاس تا ۵۰۰۰۰ ریال باشد مرتکب به ۶ ماه تا ۳ سال حبس یا انفصال موقت و هر گاه بیش از این مبلغ باشد به ۲ تا ۱۰ سال حبس یا انفصال دایم از خدمات دولتی و در هر مورد علاوه بر رد وجه یا مال مورد اختلاس به جزای نقدی معادل دو برابر آن محکوم می‌شود.
تبصره ۱ - در صورت اتلاف عمدی مرتکب علاوه بر ضمان به مجازات اختلاس محکوم می‌شود.
تبصره ۲ - چنانچه عمل اختلاس توأم با جعل سند و نظایر آن باشد در صورتیکه میزان اختلاس تا ۵۰۰۰۰ ریال باشد مرتکب به ۲ تا ۵ سال حبس و ۱ تا ۵ سال انفصال موقت و هرگاه بیش از این مبلغ باشد به ۷ تا ۱۰ سال حبس و انفصال دایم از خدمات دولتی و در هر دو مورد علاوه بر رد وجه یا مال مورد اختلاس به جزای نقدی معادل دو برابر آن محکوم می‌شود.
تبصره ۳ - هرگاه مرتکب اختلاس قبل از صدور کیفر خواست تمام وجه یا مال مورد اختلاس را مسترد نماید دادگاه او را از تمام یا قسمتی از جزای نقدی معاف می‌نماید و اجرای مجازات حبس را معلق ولی حکم انفصال دربارهٔ او اجرا خواهد شد.
تبصره ۴ - حداقل نصاب مبالغ مذکور در جرایم اختلاس از حیث تعیین مجازات یا صلاحیت محاکم اعم از این است که جرم دفعتاً واحده یابه دفعات واقع شده و جمع مبلغ مورد اختلاس بالغ بر نصاب مزبور باشد.
تبصره ۵ - هر گاه میزان اختلاس زاید بر ۱۰۰۰۰۰ ریال باشد، در صورت وجود دلایل کافی، صدور قرار بازداشت موقت به مدت ۱ ماه الزامی‌است و این قرار در هیچ‌یک از مراحل رسیدگی نخواهد بود. همچنین وزیر دستگاه می‌تواند پس از بازداشت موقت، کارمند را تا پایان رسیدگی و تعیین‌تکلیف نهایی وی از خدمت تعلیق کند. به ایام تعلیق مذکور در هیچ حالت هیچ‌گونه حقوق و مزایایی تعلق نخواهد گرفت.
تبصره ۶ - در کلیه موارد مذکور در صورت وجود جهات تخفیف دادگاه مکلف به رعایت مقررات تبصره یک ماده یک از لحاظ حداقل حبس و نیز بنا به مورد حداقل انفصال موقت یا انفصال دایم خواهد بود.
ماده ۷ -مجازات شروع به اختلاس حسب مورد حداقل مجازات در همان مورد خواهد بود و در صورتی که نفس عمل انجام شده نیز جرم باشد، شروع کننده به مجازات به آن جرم محکوم می‌شود. مستخدمان دولتی علاوه بر مجازات مذکور چنانچه در مرتبه مدیر کل یا بالاتر یا همتراز آنها باشد به انفصال دایم از خدمات دولتی و در صورتی که در مراتب پایین‌تر باشد به ۶ ماه تا ۳ سال انفصال موقت از خدمات دولتی محکوم می‌شوند.
این جرم در زمره جرایم حق اللهی قرار دارد.